# Dagobert Böckel
Dagobert Ernst Friedrich Böckel (* 18. Mai 1816 in Danzig; † 11. Mai 1883 in Blasewitz) war ein deutscher Philologe, Lehrer, Redakteur und linksliberaler Politiker.

## Leben

### Herkunft und frühe Jahre
Böckel war der Sohn des Pfarrers und späteren oldenburgischen Generalsuperintendenten Ernst Gottfried Adolf Böckel (1783–1854) und dessen Ehefrau Johanna Elisabeth geb. Günther († 1860). Die in jenen Jahren häufig wechselnde Dienststellung des Vaters brachte es mit sich, dass er in Danzig, Greifswald, Hamburg und Bremen aufwuchs. Er besuchte die Gymnasien in Hamburg und Bremen, wo er im Frühjahr 1836 die Abschlussprüfung ablegte.
Auf nachdrücklichen Wunsch des Vaters und gegen die eigenen Neigungen studierte er anschließend Theologie, konzentrierte sich jedoch auf die philologischen Fächer, da er keineswegs Pfarrer werden wollte. Er begann das Studium in Halle und ging im Herbst 1837 an die Universität Göttingen, die er jedoch – wie viele andere Studenten auch – aus Protest gegen den Verfassungsbruch des Königs Ernst August I. bereits nach einem Semester wieder verließ. Nach weiteren vier Semestern an den Universitäten Leipzig und Greifswald promovierte er 1840 in Leipzig. Da er zunächst eine Universitätslaufbahn anstrebte, setzte er seine Studien am Theologischen Seminar der Universität Berlin fort, um sich hier für Biblische Exegese zu habilitieren. 1844 gab er diese Absicht jedoch auf und entschied sich für den Lehrerberuf. Nach einer Probezeit an der Lateinischen Hauptschule in Halle wurde er im August 1844 zunächst provisorisch, zwei Jahre später definitiv als Lehrer am Mariengymnasium Jever angestellt.

### Politisches Wirken
Nach dem Ausbruch der Deutschen Revolution von 1848 beteiligte sich Böckel aktiv am politischen Leben. Mit seinem Kollegen Wilhelm von Freeden hatte er ab 1848 die linksliberal-demokratische Zeitung Freie Blätter für das freie Volk heraus, die bis 1851 in Jever erschienen. Von 1848 bis 1858 gehörte Böckel außerdem dem Oldenburgischen Landtags an, in dem er sich rasch als Wortführer der linken Opposition profilierte. Durch seine rhetorische Begabung, seine fundierten Sachkenntnisse und die präzise Logik seiner Argumentation wurde er zu einem der besten Debattenredner des Parlaments. Allerdings vertrat er meist unpopuläre und kontroverse Standpunkte. So lehnte er aufgrund seiner politischen Überzeugungen 1849 den Bündnisvertrag Oldenburgs mit dem reaktionären Preußen ab, trat für die freiheitliche Verfassung ein und organisierte den Protest gegen die Wahlrechtsänderungen, mit deren Hilfe die linken Kräfte ausgeschaltet werden sollten. Seit Ende 1848 versuchte die Regierung erfolglos, den unbequemen Oppositionspolitiker durch Druck und beamtenrechtliche Disziplinierungsmaßnahmen in seiner Tätigkeit zu behindern. Schließlich wurde er ab dem 14. Juni 1851 zur Disposition gestellt und auf Wartegeld gesetzt. Als im folgenden Jahr Böckel die Schulleiterstelle einer privaten höheren Lehranstalt in Idar in der zu Oldenburg gehörenden Exklave Birkenfeld angeboten wurde, verweigerte das Ministerium aus politischen Gründen die erforderliche Zustimmung. Um das karge Wartegeld aufzubessern, erteilte Böckel in der Folge Privatunterricht und betätigte sich von 1853 bis 1858 als Verleger für die Volkszeitung für Oldenburg.

### Emigration in die Schweiz
Die berufliche Chancenlosigkeit und die sich nach der konservativen Wende von 1852 ständig verschlechternden politischen Aussichten veranlassten Böckel schließlich, Oldenburg und auch Deutschland zu verlassen. 1858 nahm er die Stelle eines Lehrers für Lateinisch, Griechisch und Hebräisch an der Kantonsschule Frauenfeld im schweizerischen Kanton Thurgau an und übersiedelte am Ende des Jahres samt seiner Familie dorthin. Mit der Gründung des Norddeutschen Bundes, glaubte er, eine politische Betätigung in Deutschland sei wieder möglich. Von der Schweiz aus kandidierte er bei den Wahlen zum Konstituierenden Reichstag des Norddeutschen Bundes mit einem großdeutsch-demokratischen Programm, das die Einbeziehung der süddeutschen Staaten in den Bund propagierte und die Wiederherstellung der Grundrechte von 1849 als sein wichtigstes Anliegen darlegte. Er unterlag allerdings bei diesen Wahlen, wurde aber dann im Sommer 1867 als Kandidat der Fortschrittspartei im Wahlkreis Oldenburg 2 (Jever, Brake, Westerstede) in den Reichstag gewählt, dem er in der Folge von August 1867 bis zum März 1871 für den Reichstagswahlkreis Großherzogtum Oldenburg 2 angehörte. In dieser Eigenschaft war er gleichzeitig auch Mitglied des Zollparlaments. 1871 musste er aus beruflichen Rücksichten – er war inzwischen Rektor des Frauenfelder Gymnasiums geworden – auf eine erneute Kandidatur verzichten.

### Rückkehr nach Deutschland
1873 kehrte er nach Deutschland zurück und übernahm die 1. Oberlehrerstelle am Gymnasium in Küstrin, an dem er bis zu seiner Pensionierung im Jahre 1880 unterrichtete. Böckel, der schon 1879 einen Schlaganfall erlitten hatte, übersiedelte anschließend nach Striesen und Blasewitz bei Dresden, wo er drei Jahre später nach längerer Krankheit starb.

## Familie
Am 3. November 1846 heiratete Böckel die aus Hage stammende Emma Habina Dinkgraeve († 1880), der Ehe entstammten zwei Söhne und eine Tochter.